# Microregiunea Hévíz
Microregiunea Hévíz (în maghiară Hévízi kistérség) a fost o microregiune statistică (kistérség) din județul Zala, Ungaria.
Cu o populație de 12.807 locuitori și o suprafață de 123,6 km2, aceasta a existat până în 2014, când în Ungaria, microregiunile ”kistérségek” au fost înlocuite de districte (járások).